# Bandeira do Império Mogol

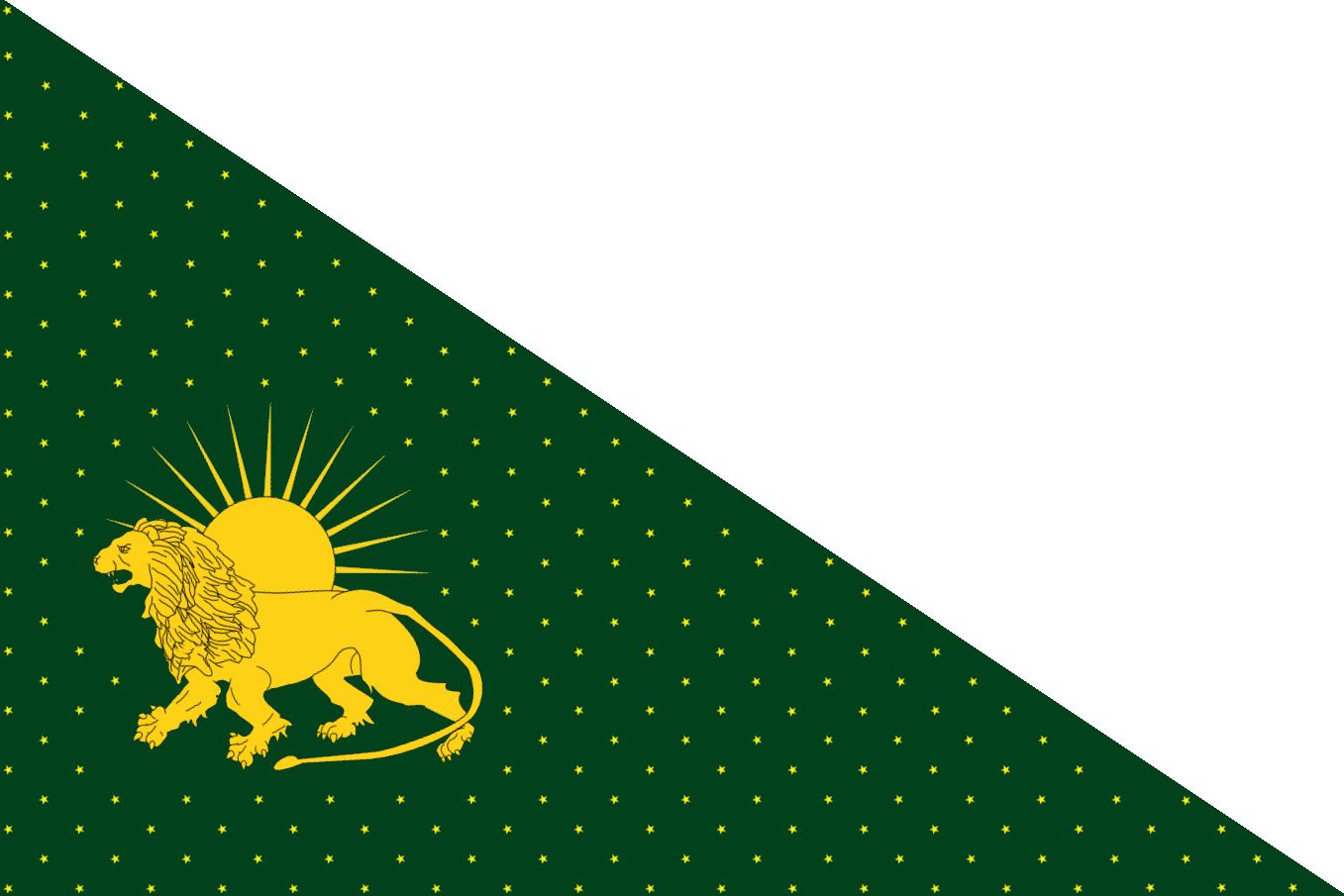
Bandeira de guerra do império mogol

O Império Mogol tinha várias bandeiras e estandartes imperiais. O principal padrão imperial dos mogóis era conhecido como alã (Alam علم). Era principalmente em verde musgo. Ele exibia um leão e um sol (Shir-u-khurshid شیر و خورشید) voltados para o içamento da bandeira. Os mogóis rastrearam o uso do alã até Timur.
O estandarte imperial foi exibido à direita do trono e também na entrada do acampamento do imperador e na frente do imperador durante as marchas militares.
De acordo com o Ain-i-Akbari, durante o reinado de Aquebar, sempre que o imperador cavalgava, não menos do que cinco alãs eram carregados junto com o qur (uma coleção de bandeiras e outras insígnias) embrulhado em sacos de tecido escarlate. Eles foram desenrolados nos dias de festa e em batalha. Edward Terry, capelão de Sir Thomas Roe, que veio durante o reinado de Jahangir, descreveu em sua Viagem à Índia Oriental (1655) que o estandarte real, feito de seda, com um leão agachado sombreando parte do corpo do sol inscrito nele, era carregado em um elefante sempre que o imperador viajava.
Uma pintura de Payag em um manuscrito do Padshahnama, uma crônica sobre o reinado de Shah Jahan, preservada na Biblioteca Real, Castelo de Windsor retratou os estandartes mogol como os galhardetes escarlates com bordas verdes com um leão passante e o sol nascente atrás dele. Outra pintura no mesmo manuscrito descreveu os padrões mogóis tendo campos verdes com um leão e o sol nascente atrás dele.

## Tipos de bandeiras

Alã do império mogol

O Império Mogol tinha duas bandeiras conhecidas, ambas da cor verde mogol. 
- A primeira bandeira conhecida era retangular e continha 3 crescentes e possivelmente um sol. Representou a monarquia absoluta do Grande Mogul. Esta bandeira era conhecida como "Número da bandeira 214".[carece de fontes?]
- A segunda bandeira apresentava um leão desarmado na bandeira, que representava o Imam Ali em uma oração conhecida como Nad-e-Ali junto com a árvore de Carbala que pode ter sido confundida com o sol, conhecida como Khurshid, que representava a pátria. Esta bandeira era conhecida como "Bandeira número 215".[carece de fontes?]

## Outras bandeiras e selo imperial

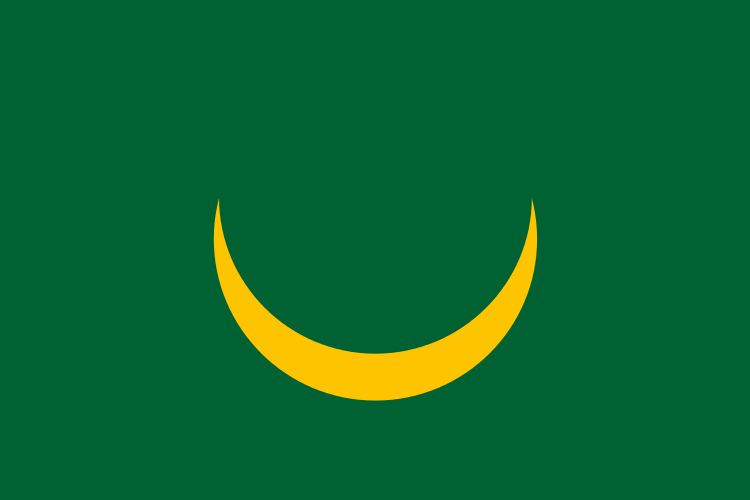
Outra bandeira dos Mogóis
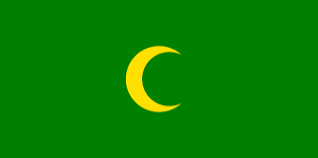
Bandeira do império Mogol (1857) capturado na revolta indiana de 1857
Bandeira fictícia do Império Mogol
Selo impérial dos Mogoís